# Ван Чжэн
Ван Чжэн (кит. 王峥; род. 14 декабря 1987, Сиань) — китайская легкоатлетка, которая специализируется в метание молота. Призёр чемпионатов мира и Азиатских игр. Двукратная чемпионка Азии. Участница летних Олимпийских игр 2008 и 2016 годов. 

## Карьера
В 2008 году на летних Олимпийских играх в Пекине, Ван Чжэн выступала в секторе метания молота. Она заняла итоговое 32-е место, метнув снаряд на 65,64 метра.
Ван Чжэн представляла Китай на чемпионате мира 2015 года в Лондоне, и завоевала серебряную медаль.
На летних Олимпийских играх в Бразилии Ван Чжен представляла Китай в соревнованиях по метанию молота. Заняла итоговое десятое место, показав результат 70,60 метров.
28 сентября 2019 года Ван Чжэн в Дохе стала бронзовым призёром чемпионата мира в метание молота, метнув снаряд на 74,76 метра. 

## Основные результаты
| Год  | Соревнование                      | Место проведения         | Место | Результат |
| ---- | --------------------------------- | ------------------------ | ----- | --------- |
| 2008 | Олимпийские игры                  | Пекин, Китай             | 32    | 65,64 м   |
| 2013 | Чемпионат мира по лёгкой атлетике | Москва, Россия           | 3     | 74,90 м   |
| 2015 | Чемпионат мира по лёгкой атлетике | Пекин, Китай             | 5     | 73,83 м   |
| 2016 | Олимпийские игры                  | Рио-де-Жанейро, Бразилия | 10    | 70,60 м   |
| 2017 | Чемпионат мира по лёгкой атлетике | Лондон, Великобритания   | 2     | 75,98 м   |
| 2019 | Чемпионат мира по лёгкой атлетике | Доха, Катар              | 3     | 74,76 м   |